# Юдино (Митищинський міський округ)
Ю́дино (рос. Юдино) — присілок у складі Митищинського міського округу Московської області, Росія.

## Населення
Населення — 91 особа (2010; 182 у 2002).
Національний склад (станом на 2002 рік):
- росіяни — 94 %